# Christopher Frederik Ingenhaeff
Christopher Frederik (von) Ingenhaeff (15. januar 1703 i Svinninge – 27. februar 1781) var en dansk officer og general.
Han var født 15. januar 1703 i Svinninge på Sjælland som søn af Johann Peter von Ingenhaeff. Han blev 1714 landkadet, 1722 fænrik ved jyske hvervede Regiment, 1725 sekondløjtnant, 1728 kaptajn ved Aalborg Stifts Nationalregiment, kom ved dettes opløsning 1731 til Drabantgarden, men ved Landmilitsens genoprettelse 1733 til dens nordre jyske og endnu samme år til søndre jyske Regiment. Efter 1737 at have fået majors karakter fungerede han 1741-42 som brigademajor hos generalmajor Maximilian Wilhelm Dombroick ved hjælpetropperne i Hannover og kom 1744 til sjællandske hvervede Regiment som oberstløjtnant. 1751 blev han karakt. oberst, 1753 chef for søndre jyske Nationalregiment, 1761 generalmajor. Ved indrykningen i Mecklenburg 1763 kommanderede han en norsk Brigade, men kom samme år på ventepenge, da hans Regiment gik ind. 1769 blev han hvid ridder, 1770 kommandant på Frederikssten, 1772 på Akershus og tillige generalløjtnant, 1774 kommandant i Fredericia, hvor han døde 27. februar 1781 efter i nogen tid at have været så aflægs, at han ej kunne varetage sine forretninger. Han var sidste mand af slægtens danske gren.
13. december 1729 havde han ægtet Mette Margrethe Krabbe (f. 14. maj 1704 d. 7. april 1775), datter af etatsråd Ole Krabbe til Bjerre.